# Syli
El syli fue la moneda de curso legal en Guinea entre 1971 y 1985. Se dividía en 100 cauris. La palabra syli significa "elefante" en las lenguas locales, y los cauris hacen referencia a las antiguas conchas marinas que se utilizaban como medio de pago. En 1971 el syli sustituyó al primer franco guineano con una tasa de cambio de 1 syli = 10 francos.

## Monedas
A continuación se puede observar una lista detallada con las monedas y sus parámetros técnicos:
| Denominación | Emisión | Metal    | Diámetro (mm) | Peso (g) | Canto    | Anverso                                           | Reverso                                                               | Imagen |
| ------------ | ------- | -------- | ------------- | -------- | -------- | ------------------------------------------------- | --------------------------------------------------------------------- | ------ |
| 50 Cauris    | 1971    | Al       | 19,00         | 0,70     | Liso     | Cauri REPUBLIQUE DE GUINEE año de acuñación       | 50 CAURIS Ramas de olivo LE 1.er MARS 1960 TRAVIAL-JUSTICE-SOLIDARITE |        |
| 1 Syli       | 1971    | Aluminio | 22,00         | 1,00     | Liso     | REPUBLIQUE DE GUINEE año de acuñación             | 1 SYLI Ramas de olivo LE 1.er MARS 1960 TRAVIAL-JUSTICE-SOLIDARITE    |        |
| 2 Sylis      | 1971    | Aluminio | 25,00         | 1,60     | Estriado | REPUBLIQUE DE GUINEE año de acuñación             | 2 SYLIS Ramas de olivo LE 1.er MARS 1960 TRAVIAL-JUSTICE-SOLIDARITE   |        |
| 5 Sylis      | 1971    | Aluminio | 28,10         | 2,30     | Estriado | Sékou Touré REPUBLIQUE DE GUINEE año de acuñación | 5 SYLIS Ramas de olivo LE 1.er MARS 1960 TRAVIAL-JUSTICE-SOLIDARITE   |        |

## Billetes
En 1971 se emitieron billetes de 10, 25, 50 y 100 sylis. En 1980 se introdujo una nueva serie con distintos colores, y añadía nuevas denominaciones de 1, 2, 5 y 500 sylis.
| Denominación | Efigie      | Color predominante | Imagen del anverso | Imagen del reverso |
| ------------ | ----------- | ------------------ | ------------------ | ------------------ |
| 10 Sylis     |             | Marrón/Verde       |                    |                    |
| 25 Sylis     |             | Marrón/Gris        |                    |                    |
| 50 Sylis     |             | Verde              |                    |                    |
| 100 Sylis    | Sékou Touré | Violeta            |                    |                    |

| Denominación | Efigie      | Color predominante | Imagen del anverso | Imagen del reverso |
| ------------ | ----------- | ------------------ | ------------------ | ------------------ |
| 1 Syli       |             | Verde              |                    |                    |
| 2 Sylis      |             | Marrón/Rojo        |                    |                    |
| 5 Sylis      |             | Azul               |                    |                    |
| 10 Sylis     |             | Rojo               |                    |                    |
| 25 Sylis     |             | Verde              |                    |                    |
| 50 Sylis     |             | Rojo               |                    |                    |
| 100 Sylis    | Sékou Touré | Azul               |                    |                    |
| 500 Sylis    |             | Marrón             |                    |                    |